# Jason East Cay
Jason East Cay är en ö i territoriet Falklandsöarna (Storbritannien). Den ligger i den nordvästra delen av ögruppen, 250 km nordväst om huvudstaden Stanley.